# Günter Spur
Günter Spur (Braunschweig, 28 de outubro de 1928 – Copenhague, 20 de agosto de 2013) foi um engenheiro alemão. Foi professor emérito de engenharia de produção da Universidade Técnica de Berlim.

## Honrarias e condecorações
- Doutor honoris causa da Katholieke Universiteit Leuven, Universidade Técnica de Chemnitz, Universidade Carolina, Universidade Estatal de Moscou, Universidade de Pequim, Universidade Técnica de Cottbus, Universidade Técnica de Dortmund e Technion[3]
- Großes Bundesverdienstkreuz (1984)[4]
- Verdienstorden des Landes Berlin (1988)
- Medalha Grashof da Verein Deutscher Ingenieure (VDI) (1991)[4]
- Medalha de honra da cidade de Cottbus (1996)
- Prêmio Georg Schlesinger (2000)
- Medalha Helmholtz da Academia das Ciências de Berlim (2006)[4]
- Membro de honra da Fraunhofer-Gesellschaft (2006)

## Publicações selecionadas
- (Ed. com Theodor Stöferle) Handbuch der Fertigungstechnik. 6 Bände in 10 Teilen. Carl Hanser Verlag, München/Wien 1979–1994, ISBN 3-446-12538-8.
- Vom Wandel der industriellen Welt durch Werkzeugmaschinen: Eine kulturgeschichtliche Betrachtung der Fertigungstechnik. Carl Hanser Verlag, München/Wien 1991, ISBN 3-446-16242-9.
- Vom Faustkeil zum digitalen Produkt: Ein kulturgeschichtlicher Beitrag zur Entwicklung der Berliner Produktionswissenschaft. Carl Hanser Verlag, München/Wien 2004, ISBN 3-446-22998-1.

1. ↑  «Fraunhofer IPK trauert um Prof. Günter Spur». ipk.fraunhofer.de. 21 de agosto de 2013. Consultado em 3 de setembro de 2016
2. ↑  «Die TU Berlin trauert um Günter Spur». tu-berlin.de. 20 de agosto de 2013. Consultado em 3 de setembro de 2016
3. ↑  «Technion Haifa ehrt Günter Spur». tu-berlin.de. 18 de junho de 2012. Consultado em 3 de setembro de 2016
4. 1 2 3  «Helmholtz-Medaille an Günter Spur». idw-online.de. 11 de abril de 2006. Consultado em 3 de setembro de 2016